# Emil Podszus
Emil August Podszus (Königsberg, 21 de janeiro de 1881 – Roth, 27 de março de 1968) foi um físico e inventor alemão. Obteve mais de 100 patentes industriais. Em 1935 inventou o diafragma de alto-falante Podszus, cujas características básicas, como baixo peso, construção em sanduíche e supressão de vibrações parciais, ainda são levadas em conta no desenvolvimento de diafragmas de alto-falantes de alta qualidade.

## Vida
Estudou até 1904 sete semestres de física, química, mineralogia e matemática na universidade em Königsberg. Em 1908 obteve um doutorado com a tese Thermoelektrische Kräfte in Elektrolyten, na Faculdade de Filosofia da Universidade de Berlim, defendida em 23 de setembro de 1908, orientado por Max Planck e Walther Nernst.